# Бутара

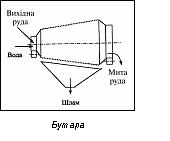
Бутара.

Бутара (рос. бутара, англ. sizing trommel, washing drum; нім. Waschbütte f, Waschbottich m, Waschtrommel f) — конічний барабанний грохот, пристрій для промивання гірничої маси (легко- та середньопромивистих руд — пісків розсипних родовищ золота і каситериту тощо) з метою видалення глини та дрібного породного матеріалу, а також для доводки первинних гравітаційних концентратів.
Складається з завантажувальної воронки, похилого грохота, промивного шлюзу. Робоча поверхня складається з шести або восьми плоских сит, що створюють бокову поверхню у формі призми або зрізаної піраміди.

Схема поворотної бутари млина ММС-70-23 зливного типу:
1-корпус, 2 - поворотна спіраль; 3-зливний конус; 4 - поворотний равлик; 5 - зливний поріг; 6 - фланець.
.

Вони мають велику продуктивність, при цьому митий продукт виходить у вигляді класів визначеної крупності.
Найбільше розповсюдження отримала на поч. XIX ст.
Бутари і барабанні промивні грохоти застосовують при переробці легко- і середньопромивних руд крупністю до 300 мм. Вони мають велику продуктивність, при цьому митий продукт виходить у вигляді класів визначеної крупності. Барабанні грохоти і бутари практично не відрізняються від аналогічних апаратів, що застосовуються для класифікації .
Бутари, що встановлюються на драгах, називаються дражними бочками. Вони мають довжину до 16 м і виконуються з декількох ставів, що мають різний розмір отворів (від меншого до більшого у напрямку розвантаження).